# キング (イギリスの兄弟グループ)
キング（KING：英字での表記は大文字を用いる）は、1997年から活動しているイングランドのポップ/ヒップホップ・グループ。もともとは、トリリオン (Trillion)、クィーニー (Queenie)、ジャジー (Jazzy)、ルビー (Ruby)、ルシアス (Lucius) のキング家の兄弟姉妹5人で結成された。その後、メンバーの交代を重ね、2016年現在は、トリリオンとジマイマ (Jemima) の兄妹と、ザハイエスター (TheHighester) の3人組となっている。

## 経歴
2008年1月には、デビュー・シングル「Carry Me Home」がドイツで発売され、ドイツのシングルチャートでチャート入りを果たした。3か月後には、同名のアルバム『Carry Me Home』がリリースされ、2枚目のシングル「Perfect Day」もドイツでチャート入りした。この時期には、ドイツでのツアーや、テレビ出演、数多くの公の場への出演が行なわれた。
2013年11月に、ジャジーとルビーが脱退して自分たちの新たなユニットとしてブロンド・エレクトラを結成し、代わって妹のジマイマ (Jemima) がグループに加わった。
マリーアンジェラ・"クィーニー"・キング (Marieangela "Queenie" King) は、2013年12月1日に、シェールとグレッグ・オールマンの息子であるイライジャ・ブルー・オールマンと結婚した。その前後に、クィーニーとルシアスが脱退し、ザハイエスターが加入して、トリリオン 、ジマイマとの3人編成となっている。

## ディスコグラフィ

### アルバム
| 年   | タイトル      | 最高位 | 最高位 | 最高位 |
| 年   | タイトル      | DE     | AT     | CH     |
| ---- | ------------- | ------ | ------ | ------ |
| 2008 | Carry Me Home | -      | –      | –      |

### シングル
| 年   | タイトル                             | 最高位 | 最高位 | 最高位 | アルバム      |
| 年   | タイトル                             | DE     | AT     | CH     | アルバム      |
| ---- | ------------------------------------ | ------ | ------ | ------ | ------------- |
| 2008 | "Carry Me Home" VÖ: 25. January 2008 | 70     | –      | –      | Carry Me Home |
| 2008 | "Perfect Day" VÖ: 4. April 2008      | 68     | –      | –      | Carry Me Home |